# Ligne de Thionville à Apach
La ligne de Thionville à Apach est une ligne de chemin de fer française longue de 22 kilomètres qui suit la vallée de la Moselle sur sa rive droite de Thionville à Apach, à la frontière franco-allemande, en région Grand-Est (anciennement Lorraine). Elle se poursuit en direction de Trèves à travers le land de Rhénanie-Palatinat par la ligne de Coblence à Perl-Frontière. Ouverte en 1878 par la Direction générale impériale des chemins de fer d'Alsace-Lorraine, elle assure aujourd'hui un trafic presque exclusivement constitué de fret transfrontalier.
Elle constitue la ligne no 178 000 du réseau ferré national.

## Histoire

### Chronologie
- 1878 : mise en service de la ligne à voie unique ;
- 1893 : mise à double voie ;
- 12 mai 1960 : électrification en 25 kV – 50 Hz monophasé ;
- 24 mai 1988 : mise en service du block automatique lumineux (BAL) de Thionville à Apach.

### Un maillon entre la Lorraine et l'Allemagne
La ligne est ouverte en 1878 par la Direction générale impériale des chemins de fer d'Alsace-Lorraine (Kaiserliche Generaldirektion der Eisenbahnen in Elsaß-Lothringen), l'Alsace et une partie de la Lorraine étant sous domination allemande depuis la défaite de 1871. Elle fait partie de la Kanonenbahn Berlin - Metz, une ancienne ligne de chemin de fer stratégique allemande. La ligne, originellement à voie unique, est mise à double voie en 1893. Son trafic de marchandises est important, avec le transport des pondéreux provenant de la Ruhr vers les usines sidérurgiques lorraines. 
En 1918, avec la fin de la Première Guerre mondiale, la ligne devient française et est alors exploitée par la nouvelle Administration des chemins de fer d'Alsace et de Lorraine (AL), jusqu'à la création de la SNCF en 1938 où elle devient la ligne no 71 de la nouvelle région Est. Le réseau de l'AL l'équipe du block manuel jusqu'à la gare de Kœnigsmacker, mais maintient l'usage du cantonnement téléphonique au-delà. En 1937, dernière année d'existence de l'AL, la gare d'Apach voit transiter 2 194 000 tonnes de marchandises à l'import, constituées de charbon et de coke de la Ruhr pour les usines métallurgiques lorraines, et seulement 285 000 tonnes de marchandises à l'export. 
Avec la débâcle de l'armée française en 1940, la ligne passe sous le contrôle de la Reichsbahndirektionen (RbD) Saarbrücken. Celle-ci l'utilise afin d'assurer ses besoins militaires, avec notamment des trains de troupes, de matériel et de ravitaillement en direction de la France occupée et, en sens inverse, des trains de marchandises confisquées en France (de minerai lorrain, bauxite, phosphates ou encore des produits de consommation courants) mais également le transport de permissionnaires allemands. Les importants bombardements de l'été et de l'automne 1944 visant le carrefour ferroviaire de Thionville empêchent tout trafic jusqu'en janvier 1945, avec la mise en route exclusive de trains militaires alimentant le front des Alliés vers Trèves et Coblence. 
En 1946, la ligne est renumérotée 377 et ne tarde pas à retrouver son important trafic de marchandises d'avant-guerre, toujours avec de forts tonnages de coke et de charbon de la Ruhr vers les usines sidérurgiques lorraines. La mise en place d'une zone d'occupation militaire française couvrant les bassins de Trèves et de Coblence en Allemagne occasionne un fort trafic supervisé par la direction des transports militaires par voie ferrée (DTMVF). Il concerne le transport des recrues, centralisées au centre de Metz avant d'être envoyées vers les divers régiments situés en Allemagne, et à l'inverse celui des libérables ainsi que les trains de permissionnaires, à cette époque groupés au moment des fêtes de Pâques, de la Pentecôte, de Noël et du jour de l'an, et enfin le transport de matériel depuis les unités des Forces françaises en Allemagne (FFA) lors de manœuvres se déroulant sur le territoire français. Durant les années 1950, l'importance des effectifs, qui atteignent près de cinquante mille hommes, entraine la mise en route de batteries de trains affectés aux acheminements massifs, avec jusqu'à dix trains par sens certains jours.
En 1959, les postes AL d'Apach, devenus totalement anachroniques, sont remplacés et dotés d'un tableau mécanique unifié 45 (MU 45), poste d'aiguillage standardisé de la SNCF. L'artère, qui achemine jusqu'à cent circulations quotidiennes certains jours, devient une enclave à traction autonome au sein d'un réseau électrifié ; elle est en conséquence dotée d'une caténaire 25 kV – 50 Hz monophasé, mise sous tension le 12 mai 1960. Parallèlement, le block manuel de double voie type Alsace-Moselle est mis en service de Kœnigsmacker à Apach.

### Un axe essentiellement consacré au fret
En 1961, les transports accélérés ferroviaires Trans-Europ-Express-Marchandises (TEEM) font leur apparition, pendants des Trans-Europ-Express (TEE) en service voyageurs. Des trains de fruits et légumes (oranges d'Espagne, raisins, pêches et abricots de la vallée du Rhône ou du Languedoc-Roussillon, choux-fleurs de Bretagne, etc.) à destination de l'Allemagne et de la Scandinavie transitent par Apach, où le volume d'exportation atteint cette année 2 790 635 tonnes de marchandises et 1 045 582 tonnes à l'importation. En 1970, ces volumes atteignent respectivement 3 388 000 tonnes et 1 545 000 tonnes. Un trafic assez particulier mais important s'effectue à cette époque, avec l'importation de chevaux de Pologne destinés aux abattoirs français, après soins aux animaux dans la halle d'importation d'Apach.

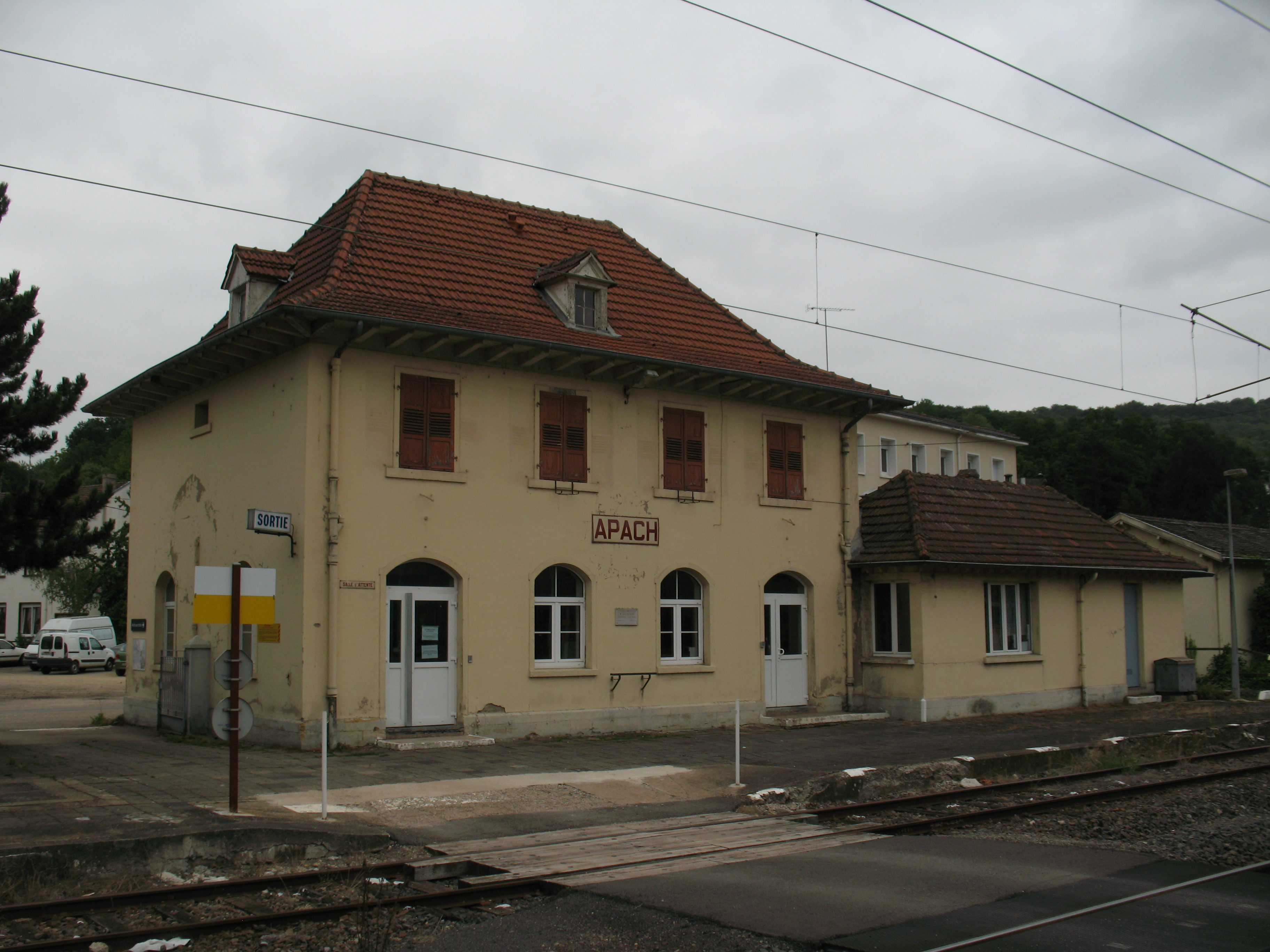
Le bâtiment des voyageurs de la gare d'Apach.

Parallèlement, en 1964, la Moselle est entièrement canalisée de Nancy à Coblence et permet la navigation de chalands de 1 500 tonnes. Pour contrecarrer cette concurrence accrue, la Deutsche Bundesbahn, qui avait différé l'électrification de Coblence à la frontière française pour privilégier d'autres axes, met en œuvre l'équipement de la ligne. En octobre 1974, la caténaire 15 kV – 16 2/3 Hz est mise sous tension, la transition avec le 25 kV SNCF s'effectuant par le biais d'une section neutre entre Perl et Apach.
La fin des années 1970 et surtout les années 1980 restent marquées par la crise de la sidérurgie lorraine. Les importations de charbon de la Ruhr à destination des hauts-fourneaux de Hayange, Joeuf, Moyeuvre et Pompey déclinent irrémédiablement. Le transport de denrées périssables s'effondre également jusqu'à disparaître, très fortement concurrencé par le transport routier ; en 1985, Apach ne traite plus que 1 813 100 tonnes de marchandises à l'importation. Ce chiffre n'atteint plus que 1 500 000 tonnes deux ans plus tard, avec en revanche une grande diversité de marchandises, constituées de produits sidérurgiques et chimiques, de conteneurs, de voitures et de machines agricoles, de carton, etc.. La même année, les exportations n'atteignent plus que 996 037 tonnes, constituées de voitures neuves, de craie, de talc, d'argile, de bois et d'engrais.
Sur le plan de l'équipement, le 24 mai 1988, la ligne est dotée du block automatique lumineux (BAL) de Thionville à Apach, où le block manuel par circuits de voie est maintenu entre les postes 1 et 2. Le 28 mai 1989, les formalités douanières et sanitaires sont transférées du site d'Apach au triage de Woippy, ce qui permet d'accélérer les acheminements par réduction des arrêts. Seuls les changements de machines sont encore effectués à Apach. En 1993, la ligne atteint le creux de la vague en matière de fret avec seulement 1 140 760 tonnes de marchandises à l'importation.
En l'an 2000, le trafic fret connaît un léger redressement avec 1 616 817 tonnes à l'importation et 1 192 024 tonnes à l'exportation, composé de marchandises très diversifiées, à l'exception de pondéreux, avec la circulation d'une douzaine de trains de fret par jour et par sens, formés par le triage de Woippy et expédiés vers les triages d'Ehrang (Trèves), Gremberg (Cologne) et Maschen (Hambourg). Les installations d'Apach, devenues pléthoriques, servent au garage de matériels vides ; la halle d'importation de marchandises, devenue inutile, est démolie.

## Caractéristiques

### Tracé
La ligne quitte Thionville par le nord-est et traverse l'ample plaine de la Moselle avec un tracé rectiligne. Toujours située sur sa rive droite, elle s'en rapproche à hauteur de Malling où le cours devient enserré entre des collines boisées et impose un tracé sinueux. De Sierck-les-Bains à la gare frontière d'Apach, la ligne est établie en bordure de la rivière et dominée par des vignobles en terrasses. Au-delà, en Allemagne, la voie ferrée reste située sur la rive droite jusqu'à Trèves.

### Équipement
La ligne, à double voie, possède un excellent profil, les déclivités ne dépassent pas 3 ‰. Elle est électrifiée en 25 kV – 50 Hz monophasé côté français et en 15 kV – 16,67 Hz au-delà de la frontière, équipée du block automatique lumineux (BAL), du contrôle de vitesse par balises (KVB) et d'une liaison radio sol-train GSM-R. La circulation des trains est gérée depuis le poste d'aiguillage à relais à commande informatique (PRCI) de Thionville.
Anciennement située dans la zone annexée par l'Allemagne de 1871 à 1918, elle a pour particularité, comme toutes les lignes de cette zone, de voir les trains circuler à droite et non à gauche comme partout ailleurs en France.

### Vitesse limite
La vitesse limite de la ligne en 2014 pour tous les types de trains est fixée à 90 km/h de Thionville à Apach et à la frontière franco-allemande (PK 22,1) mais les trains de certaines catégories, comme les trains de marchandises, sont soumis à des limites plus faibles.

## Exploitation
Durant les premières années d'existence de la ligne, la Direction générale impériale des chemins de fer d'Alsace-Lorraine (EL) fait circuler un train de luxe de Metz à Berlin afin de légitimer son rang de grande artère impériale. Toutefois, hormis la circulation de trains de permissionnaires et quelques rares trains internationaux de grandes lignes, la ligne est tout au long de son histoire principalement utilisée pour le fret, le service local des voyageurs restant marginal. 

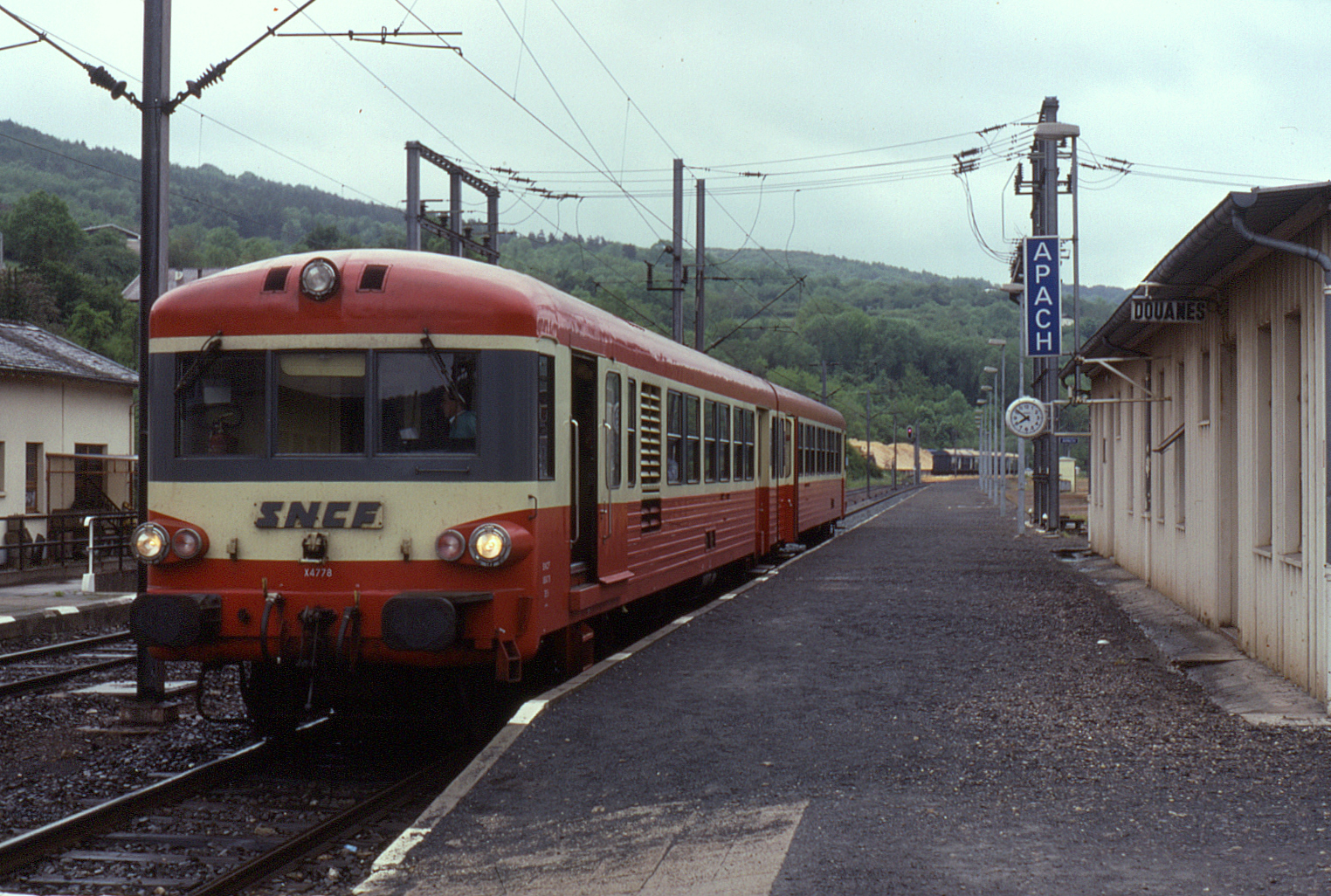
Un élément X 4500 marque un arrêt en gare frontière d'Apach le 10 juin 1991.

Lors de la création de la SNCF en 1938, la trame issue de l'ancien réseau d'Alsace-Lorraine ne change pas, avec neuf allers-retours de desserte locale dont quatre sont prolongés à Perl, la gare frontière allemande. Hormis un autorail De Dietrich, la traction, fournie par le dépôt de Thionville, repose sur des locomotives à vapeur 230 F et 230 G pour les trains de voyageurs, et 150 B, 150 C et 040 D pour les marchandises. Après la guerre, s'ajoutent les 150 X et 150 Y, prises de guerre, et les 141 R. La gare d'Apach reçoit la visite des séries allemandes DB 44, 50 et 52. Hormis les nombreux trains de permissionnaires, les besoins de transport des militaires français en Allemagne motivent la mise en marche d'une relation nocturne quotidienne Paris-Est – Metz – Trèves – Coblence – Cologne transitant par la ligne, avec relève traction des 230 B par des 38 de la DB en gare d'Apach. À la fin des années 1950, cinq omnibus assurent la desserte locale de la ligne, dont quatre assurés par des autorails De Dietrich ; un se rend jusqu'à Perl et un à Trèves.
L'arrivée de la traction électrique en 1960 provoque la disparition des dernières locomotives à vapeur 150 X, remplacées par les séries électriques BB 12000, BB 13000 et CC 14100. Durant les années 1970, les BB 16500 et BB 25100 commencent à apparaître sur la ligne. 
Durant les années 1980, le train nocturne quotidien de Paris-Est à Cologne disparaît avec la suppression de la garnison des Forces françaises en Allemagne (FFA) de Coblence. Ne subsiste alors qu'un aller-retour hebdomadaire au départ de Paris, lui-même supprimé en 1999 avec la suspension du service militaire et la fermeture de plusieurs régiments à Trèves et Wittlich.
Le service omnibus entre Thionville et Trèves assuré par autorail X 4300 disparaît également, provoquant une coupure du service des voyageurs à la frontière, la desserte côté allemand étant assurée de Trèves à Perl avec des rames réversibles attelées à des machines de type 141.

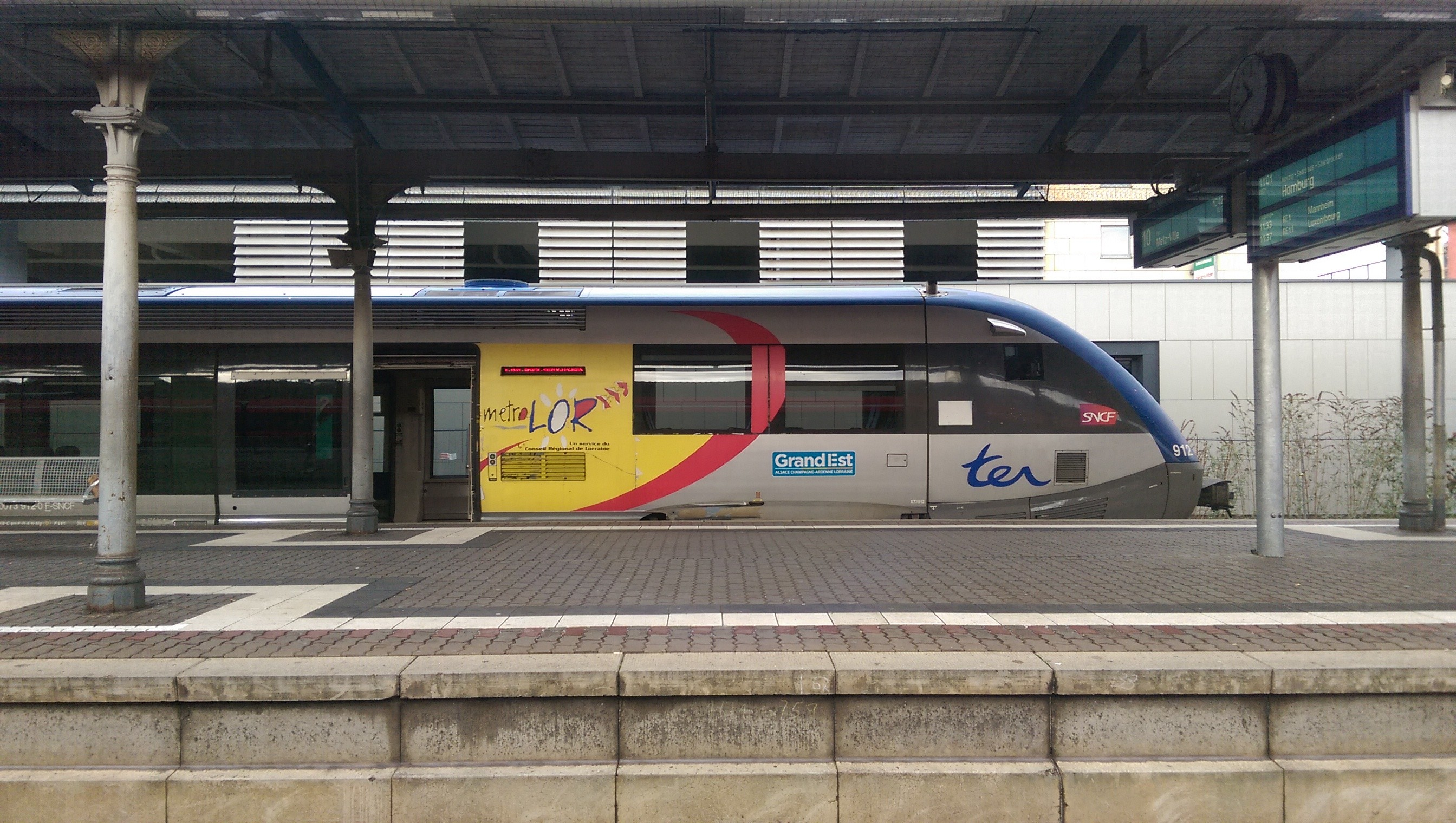
Un X 73900 attend son départ de la gare de Trèves en Allemagne pour retourner à Metz.

Durant les années 2000, un modeste service TER Lorraine existe entre Thionville et Apach, à raison de trois allers-retours par jour, sauf le dimanche, assurés par des automotrices électriques Z 6300 puis Z 11500, plus un parcours simple d'Apach à Thionville les vendredis soir. Au-delà de la frontière, le Verkehrsverbund Region Trier (Syndicat de transport de la région de Trèves (de)) assure une desserte entre Trèves et Perl. La liaison ferroviaire locale entre Thionville et Apach a toutefois été suspendue et remplacée par une desserte par bus depuis le 14 décembre 2013 ; il ne subsiste que deux allers-retours entre Metz et Trèves le week-end. Avec la mise en service de machines bi-fréquence 25 kV / 15 kV et interopérables de type 185 DB ou BB 37000 SNCF, les relais tractions d'Apach connaissent une chute conséquente à la fin des années 2000.